# We Speak
We Speak ist ein Jazzalbum von Frode Gjerstad und Matthew Shipp. Die am 11. November 2022 in den Park West Studios in Brooklyn entstandenen Aufnahmen erschienen am 23. Juni 2023 auf Relative Pitch Records.

## Hintergrund
In der Post-COVID-19-Zeit konzentrierte sich der Pianist Matthew Shipp zum einen auf sein Solospiel, zum anderen auf ausgewählte kollaborative Projekte, wie sein Duo mit Mark Helias (The New Syntax, RogueArt 2022) und seine Mitarbeit in der Gruppe East Axis (No Subject 2023), u. a. mit dem Holzbläser Scott Robinson. Das Duoalbum We Speak war die zweite Aufnahmesession mit einem weiteren Holzbläser, dem Norweger Frode Gjerstad. Shipp hatte bereits im September 2018 im Trio mit Gjerstad und Fred Lonberg-Holm gespielt (Season of Sadness, Iluso, 2019).

## Titelliste
- Frode Gjerstad & Matthew Shipp: We Speak (Relative Pitch Records)[2]

1. About Music 2:03
2. About Hearing 3:14
3. About Freedom of Expression 6:29
4. About Conspiracies 12:40
5. About Minorities 4:47
6. About Equality 4:23
7. About Silence 6:41
8. About Peace 5:19

Die Kompositionen stammen von Frode Gjerstad und Matthew Shipp.

## Rezeption

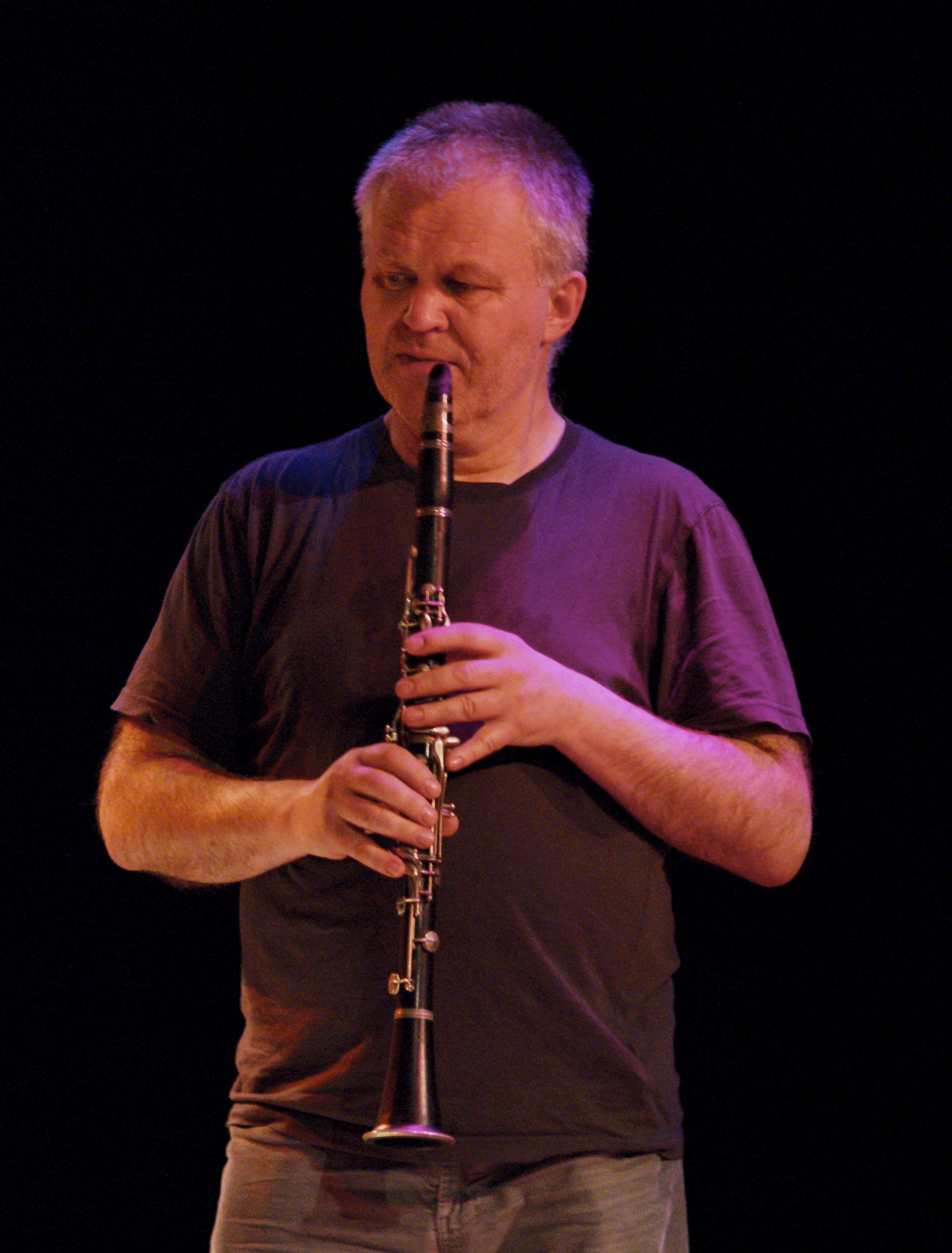
Frode Gjerstad (2010)

Sowohl Gjerstad als auch Shipp hätten einen Namen in der globalen Improvisationsszene, hieß es in der Besprechung in Vital Werkly. Der kleine Flügel, auf dem Shipp spiele, habe einen vollen Klang, und Shipps Spiel würde wunderschön klingen, manchmal mit vollen Akkorden und Andeutungen von Melodien, eindringlich auf „About Conspiracies“ und lasse es klingen, als wäre alles vorher komponiert. Im Gegensatz dazu höre man, wie Gjerstad Quietschgeräusche, Melodielinien und Einwürfe in die Mischung einwebe. Zunächst könnte man dies für ein ziemliches Missverhältnis halte, aber nach mehrmaligen Hören dürfte man wohl seine Meinung ändern. Dies funktioniere wirklich gut.
Frode Gjerstad sei schon immer ein Suchender gewesen, meint Bill Meyer (Dusted). Das musste so sein, denn als er sich Mitte der 1970er Jahre in Stavanger zum ersten Mal als freier Improvisator formierte, hätte es nicht viele andere gegeben, die sein Engagement für spontan erzeugte Intensität teilten. Daher musste er gleichgesinnte Musiker aus dem Ausland zusammenbringen und gleichzeitig jüngere Musiker für zukünftige Kooperationen gewinnen. In gewisser Weise passt diese Aufnahme in dieses Paradigma; Gjerstad muss den Atlantik überqueren, um mit Shipp zu spielen. Dieser habe sich an die Tastatur gesetzt und gehofft, „dass die Engel ihn als Vermittler für die kosmische Gemeinschaft nutzen werden“. Nach diesem Verständnis gehe es in der Musik um alles, sogar um die schlimmsten Ideen der Menschheit; das längste Stück des Albums ist ein gewundener, eindringlicher Austausch zwischen den tiefsten Klängen des Klaviers und den höchsten Tönen der Klarinette mit dem Titel „About Conspiracies“. Bei genauem Hören werde man einen Meisterkurs in gegenseitiger Unterstützung erleben, in dem zwei Musiker es sich gegenseitig ermöglichen, sich in seiner jeweils ganz persönlichen musikalischen Sprache auszudrücken, ohne dabei Kompromisse bei der eigenen einzugehen.
Nach Ansicht von  John Sharpe, der das Album in All About Jazz rezensierte, würden hier Gjerstad und Shipp ein striktes Gleichgewicht zwischen Empathie und Entscheidungsfreiheit auf eine Weise finden, die durchweg anregend und unvorhersehbar, aber vor allem unterhaltsam sei.